# Perissarthron
Perissarthron is een geslacht van kevers uit de familie  
kniptorren (Elateridae).
Het geslacht is voor het eerst wetenschappelijk beschreven in 1917 door Hyslop.

## Soorten
Het geslacht omvat de volgende soort:
- Perissarthron trapezium (LeConte, 1866)